# GeoEye-1
GeoEye-1 è un satellite per telerilevamento di tipo commerciale per l'osservazione della terra ad alta risoluzione di proprietà della GeoEye, lanciato in orbita nel settembre 2008.
È già in progetto il lancio di un secondo satellite, probabilmente nel 2013, chiamato GeoEye-2 con risoluzione ancora più avanzate.

## Storia
Il 1º dicembre 2004 General Dynamics C4 Systems ha annunciato che si è aggiudicata un contratto del valore approssimativo di 209 milioni di dollari per costruire il satellite OrbView-5. Il sensore è stato disegnato dalla ITT Corporation.
Il satellite, ora conosciuto come GeoEye-1, doveva essere inizialmente lanciato nell'aprile 2008 ma ha perso il suo slot temporale di 30 giorni a causa di un ritardo provocato dal governo degli Stati Uniti. Il lancio è stato quindi spostato al 22 agosto 2008, dalla base aerea di Vandenberg a bordo di un razzo Delta II. Nuovamente spostato al 4 settembre, 2008, per la non disponibilità del Big Crow telemetry-relay aircraft ha subito un ulteriore ritardo al 6 settembre a causa dell'uragano Hanna che ha interferito con la rampa di lancio.
Alla fine è stato lanciato con successo il 6 settembre alle 11:50:57 PDT (1850:57 UTC). Il GeoEye-1 si è in seguito separato dal Delta II alle 12:49 PDT (1949 UTC), 58 minuti e 56 secondi dopo il decollo.

## Specifiche tecniche e il funzionamento
GeoEye-1 è provvisto di una risoluzione pancromatica di 41 centimetri (16 pollici) e di una multispettrale di 1,65 metri. Viaggia in un'orbita eliosincrona ad un'altezza di 684 km (425 miglia) ed una inclinazione di 98 gradi, con un tempo di attraversamento all'equatore di 10:30. Il GeoEye-1 può immagazzinare immagini fino a 60 gradi fuori dal nadir. Il suo centro operativo è situato a Dulles, in Virginia.
Al momento del lancio, il GeoEye-1 era il satellite artificiale commerciale per l'osservazione satellitare della Terra con la migliore risoluzione. È stato costruito a Gilbert (Arizona), dalla General Dynamics e lanciato dalla Vandenberg Air Force Base in California. La prima immagine è arrivata il 7 ottobre, e raffigurava l'Università di Kutztown in Pennsylvania.
Google, il cui logo era situato sul razzo, ha l'esclusiva sulla cartografia del satellite. Nonostante il GeoEye-1 sia in grado di fornire immagini con dettagli delle dimensioni di 41 centimetri (16 pollici), questa risoluzione è disponibile solamente al governo statunitense, per ragioni di sicurezza. Google può arrivare fino ad un dettaglio di 50 centimetri (20 pollici). La massima risoluzione commerciale è infine di 60 centimetri (24 pollici).
La National Geospatial-Intelligence Agency e Google hanno pagato 502 milioni di dollari per il satellite e l'aggiornamento di quattro stazioni terrestri per il GeoEye.
- Massa al lancio: 1955 kg[11]
- Massa Bus: 1260 kg[11]
- Pannelli solari: GaAs, 3862 W alla fine della loro vita[11]
- Data Downlink: 150 o 740 Mb/s, X-Band[11]
- Apertura: 1,1 m[11]
- Lente focale: 13,3 m[11]
- Campo visivo: più di 1,28°[11]
- Tempo di vita: 7 anni in orbita[11]